# Brigitte Kronauer
Brigitte Kronauer (Essen, 29 dicembre 1940 – Amburgo, 22 luglio 2019) è stata una scrittrice tedesca che viveva ad Amburgo. I suoi romanzi, scritti nella tradizione di Jean Paul con un sottotono ironico, hanno ricevuto numerosi premi, tra cui nel 2005 il Georg Büchner Prize, nel 2011 il Jean-Paul-Preis e nel 2017 il Thomas Mann Prize.

## Biografia
Kronauer era nata a Essen ed era cresciuta con sua madre. Aveva studiato pedagogia e lavorato come insegnante ad Aquisgrana e Gottinga. Si era trasferita ad Amburgo a metà degli anni '70, dove aveva iniziato il suo lavoro letterario.
Il suo primo romanzo è apparso nel 1980, Frau Mühlenbeck im Gehäus, pubblicato da Klett-Cotta Verlag, che ha editato anche tutti i suoi lavori successivi. Il romanzo ha elementi autobiografici. Il suo linguaggio era insolito nella letteratura del secondo dopoguerra, con frasi costruite con audacia acrobatica ("von akrobatischer Gewagtheit").  Kronauer aveva nominato Jean Paul come influente per il suo lavoro. Come nei suoi scritti, le frasi di Kronauer contengono spesso doppi sensi e allusioni ironiche.

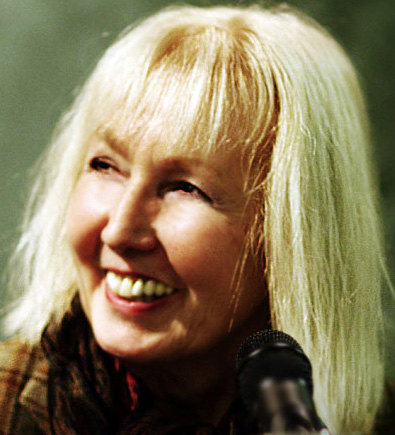
Kronauer nel 2013

Ha scritto romanzi di successo come Berittener Bogenschütze (1986), Teufelsbrück (2000), Verlangen nach Musik und Gebirge (2004), Errötende Mörder (2007), Zwei schwarze Jäger (2009), Gewäsch und Gewimmel (2013) e Der Scheik von Aquisgrana (2016). L'ultimo romanzo a cui stava lavorando: Das Schöne, Schäbige, Schwankende. È incentrato su una scrittrice, piena di autoironia.
Kronauer è morta il 22 luglio 2019 ad Amburgo, dopo una lunga malattia.

## Opere
I romanzi di Kronauer pubblicati da Klett-Cotta a Stoccarda: 
- Frau Mühlenbeck im Gehäus, 1980, ISBN  3-12-904501-5; Monaco 1984, ISBN 3-423-10356-6
- Rita Münster , 1983, ISBN 3-608-95218-7;  Monaco 1991, ISBN 3-423-11430-4
- Berittener Bogenschütze , 1986, ISBN 3-608-95420-1;  Monaco 2000, ISBN 3-423-11291-3
- Die Frau in den Kissen, 1990; Monaco 1996, ISBN 3-423-12206-4
- Das Taschentuch, 1994, ISBN 3-608-93220-8; Monaco 2001, ISBN 3-423-12888-7
- Teufelsbrück, 2000, ISBN 3-608-93070-1;  Monaco 2003, ISBN 3-423-13037-7
- Verlangen nach Musik und Gebirge, 2004, ISBN 3-608-93571-1; Monaco 2006, ISBN 3-423-13511-5
- Errötende Mörder, 2007, ISBN 978-3-608-93730-5;  Monaco 2010, ISBN 978-3-423-13898-7
- Zwei schwarze Jäger, 2009, ISBN 978-3-608-93885-2
- Gewäsch und Gewimmel, 2013, ISBN 978-3-608-98006-6
- Der Scheik von Aquisgrana, 2016, ISBN 978-3-608-98314-2